# Etnografía de Cantabria
Desde tiempos anteriores a la conquista romana de Cantabria, los cántabros formaron parte de una extensa área cultural que abarcaría casi todo el norte de la península ibérica que coincidirían con las características etnográficas de Cantabria con respecto a otras regiones de su zona.
Sobre su homogeneidad ya en época prerromana resultan reveladores las palabras de Estrabón:

«[...] Así viven estos montañeses que, como dije, son los que habitan en el lado septentrional de Iberia, es decir los galaicos, astures y cántabros, hasta los vascones y el Pirineo, todos los cuales tienen el mismo modo de vivir.»
III, 4, 7

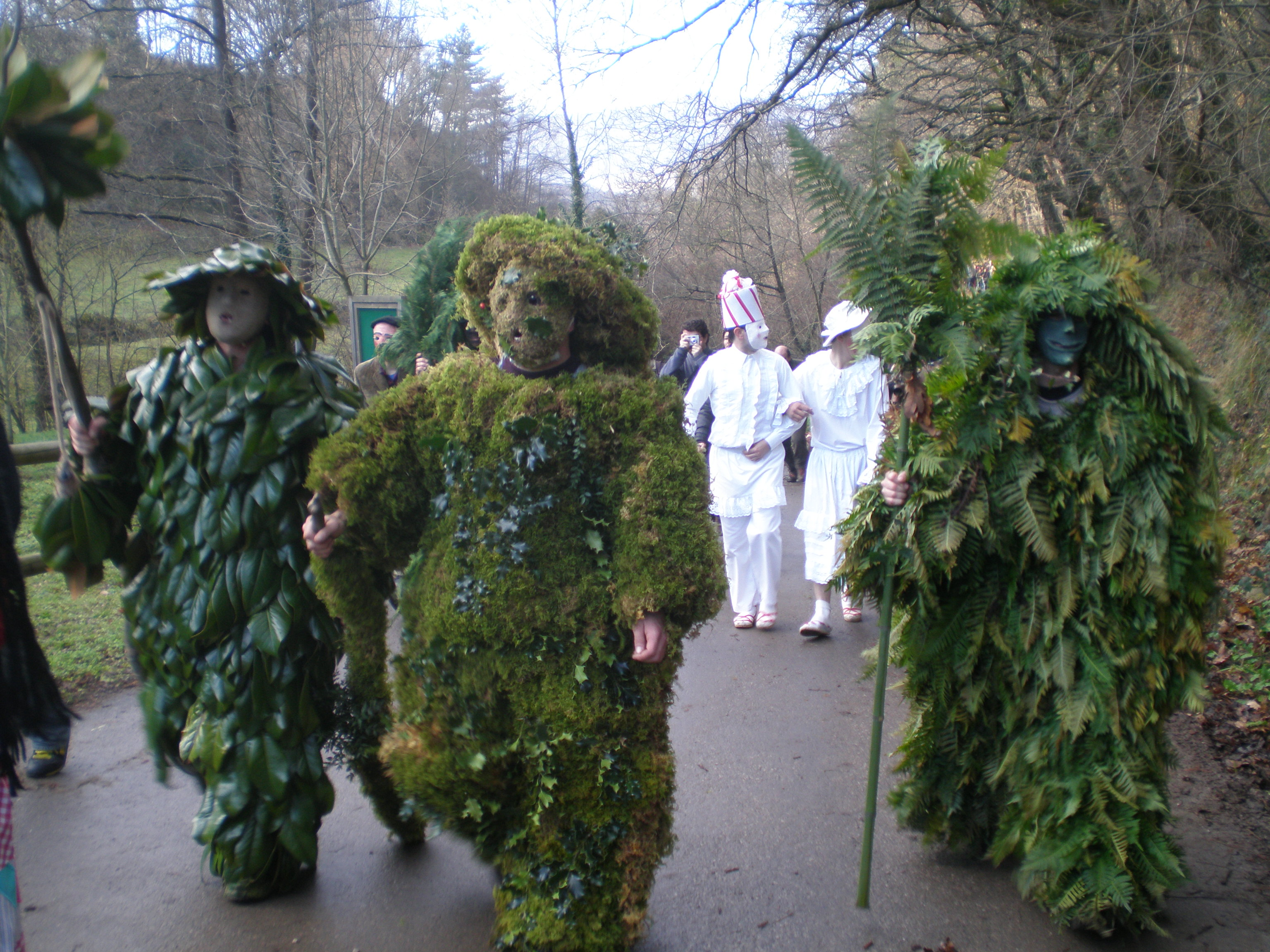
Trapajones en la mascarada de La Vijanera de Silió. Esta festividad, de origen prerromano, es la muestra viva de la supervivencia de los cultos arcaicos a la naturaleza en Cantabria

Como elementos comunes a toda el área hay que señalar, entre otros, la presencia de hórreos, el uso del carro chillón o la utilización del arado cuadrangular. También se dan presentes en buena medida otro tipo de elementos culturales, ligados a la estructura social, a las tradiciones, creencias y festividades. No obstante existen diferencias apreciables respecto al resto de pueblos. Todos estos elementos configuran la tradición cántabra que constituye la esencia de la Cantabria actual, la cual, hay que resaltar, tampoco es perfectamente homogénea, sino el resultado de una superposición de culturas.

## Poblamiento

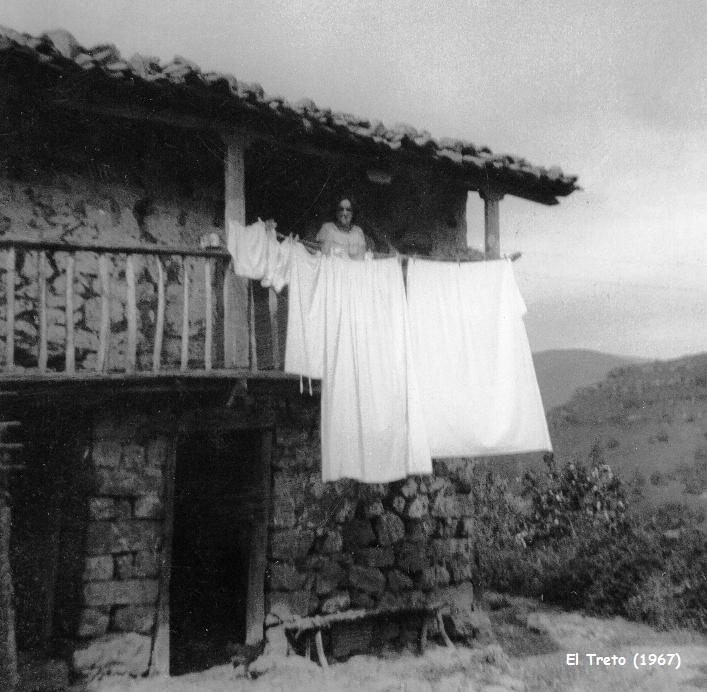
Casa tradicional montañesa en la que se aprecia la solana o balcón corrido.

Al igual que en Galicia, Asturias y gran parte del País Vasco, predominan en Cantabria un tipo de poblamiento disperso o intercalar, más generalizado en la zona costera de La Marina y La Montaña, que en los valles altos del sur de la comunidad, donde el poblamiento concentrado prevalece más frecuentemente:
- El poblamiento intercalar está caracterizado por un término municipal donde coexisten numerosas aldeas, con un núcleo central de mayor tamaño el cual concentra los principales servicios del municipio y que hace de cabecera comarcal (Cabezón de la Sal, Sarón, Solares, Ramales de la Victoria, Potes...). Cabe señalar que en Cantabria los núcleos de población son, por lo general, de escasa entidad pero numerosos en cantidad.

- Por contra las áreas de poblamiento disperso se localizan fundamentalmente en las zonas montañosa y de difícil acceso de la región. La residencia familiar se encuentra enclavada en la propia explotación agraria con el fin de facilitar el acceso al trabajo diario. La zona pasiega constituye por antonomasia el ejemplo paradigmático de poblamiento ultradisperso.

La casa tradicional montañesa es de planta rectangular, con tejado a dos aguas y fachada hacia al sur donde se dispone un balcón corrido, denominado solana, cubierto por un alero prolongado y sustentado sobre firme cortafuegos de sillería. Bajo la solana y enmarcado por los muros cortafuegos se desarrolla un amplio soportal denominado estragal. Este tipo de vivienda se generaliza en Cantabria desde el siglo XVII. Se asemeja a la casa asturiana pero difiere del caserío vasco en que este tiene su fachada en el hastial. Del mismo modo en Cantabria no encontraremos casas de planta circular y techumbre de paja como existe en las zonas más abruptas de Galicia.

## Modelo productivo tradicional

### Ganadería

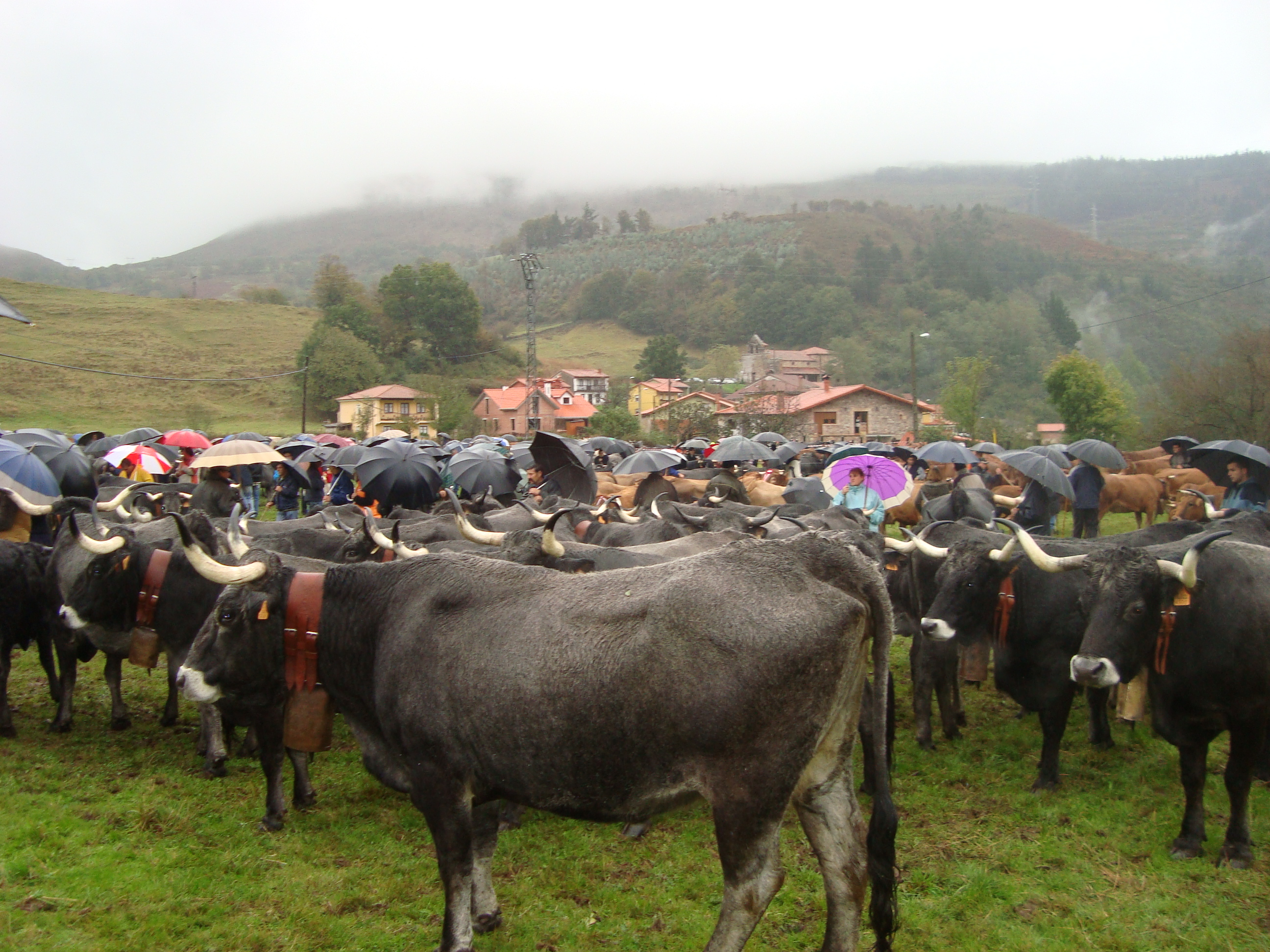
Feria de ganado tudanco en Cieza. Las reses, como estas que se dejan largo tiempo en la montaña, suelen portar grandes campanos de variada sonoridad, lo que permite al pastor localizarlas si se pierden.

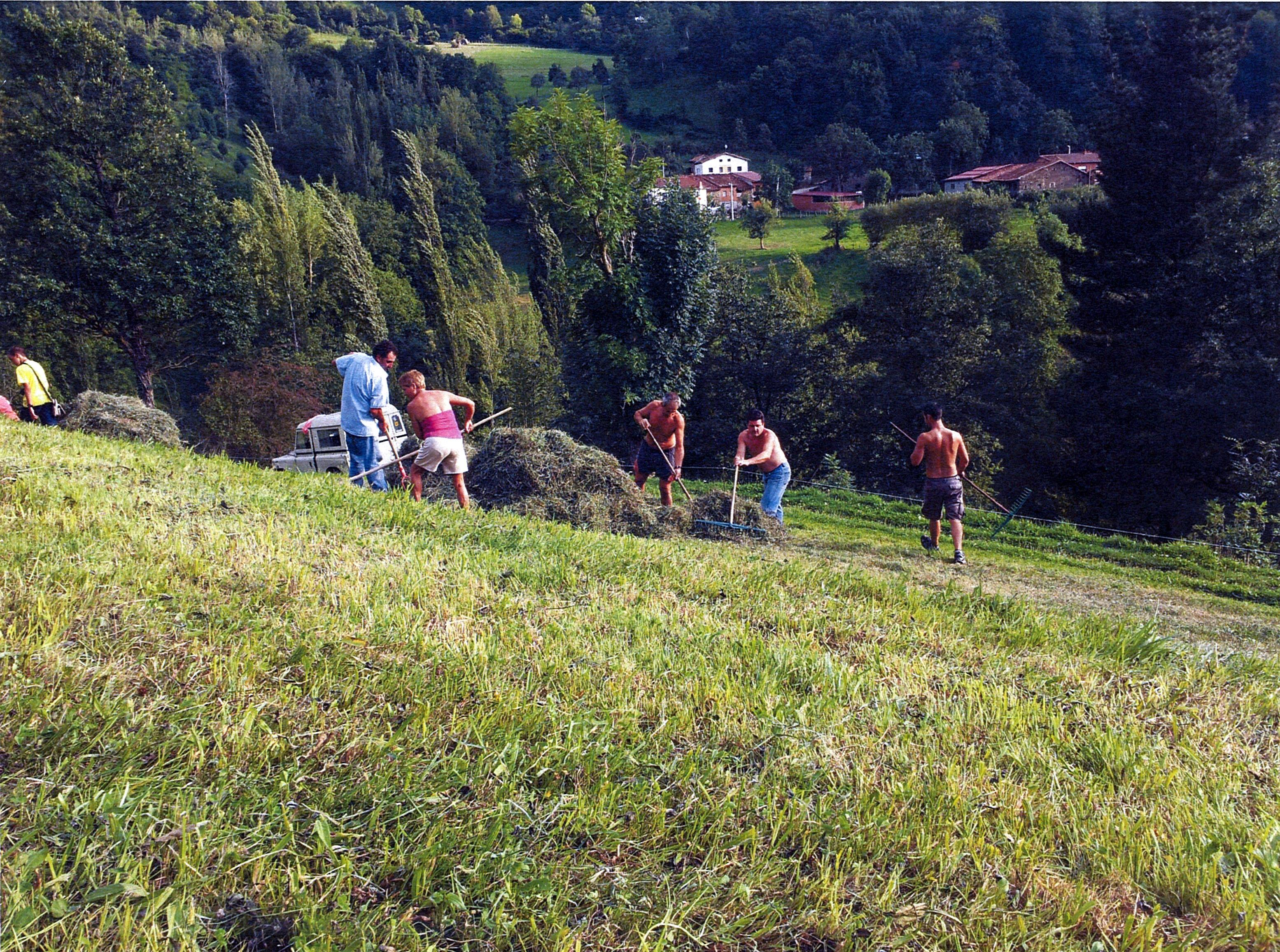
Atropando la hierba en cambadas con la prada o rastrillo en Bárago. En Cantabria se llama verde a la hierba recién segada, mientras que si esta está seca se la denomina hierba propiamente dicha.

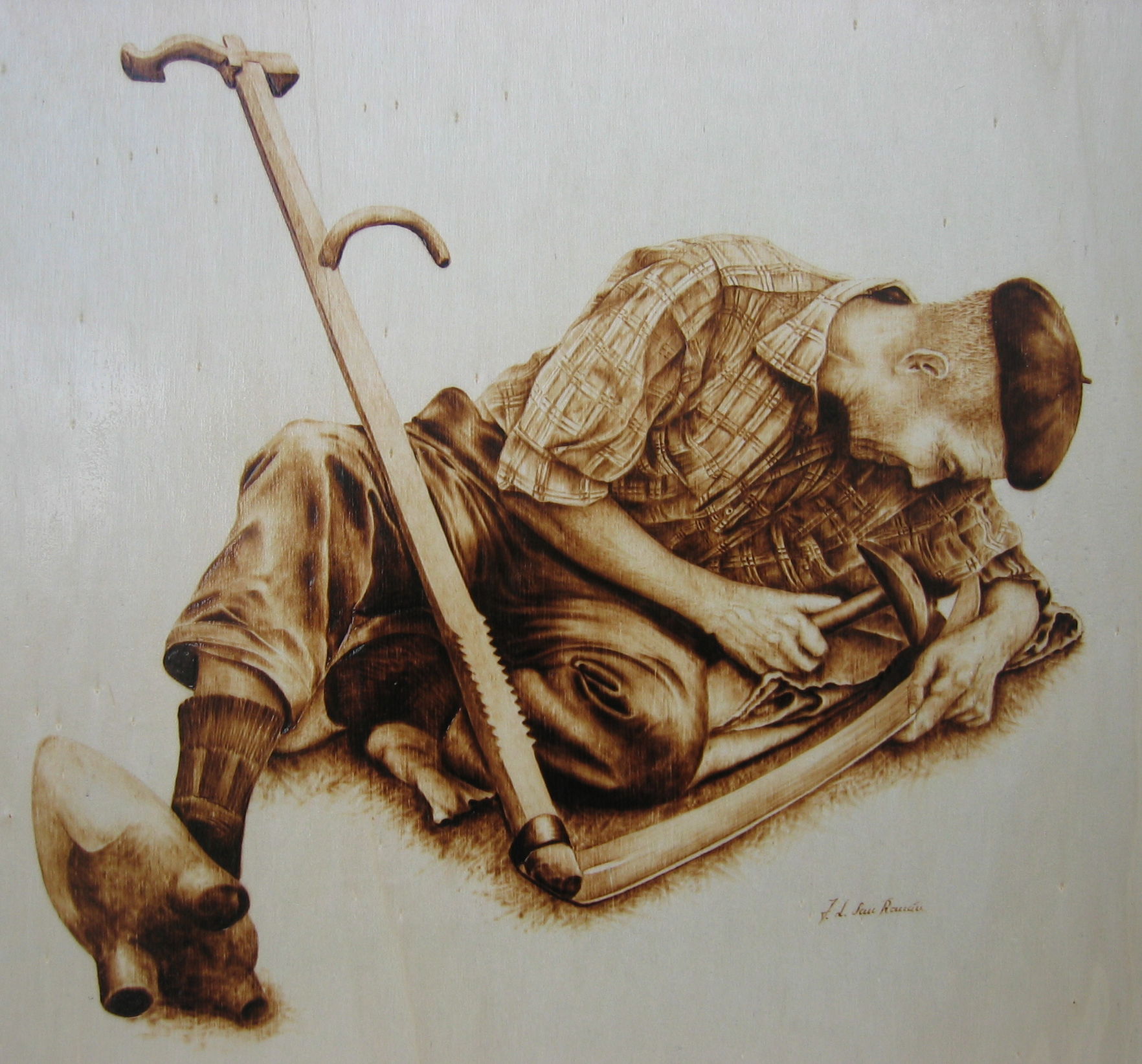
Picando el dalle. Pirograbado sobre tabla.

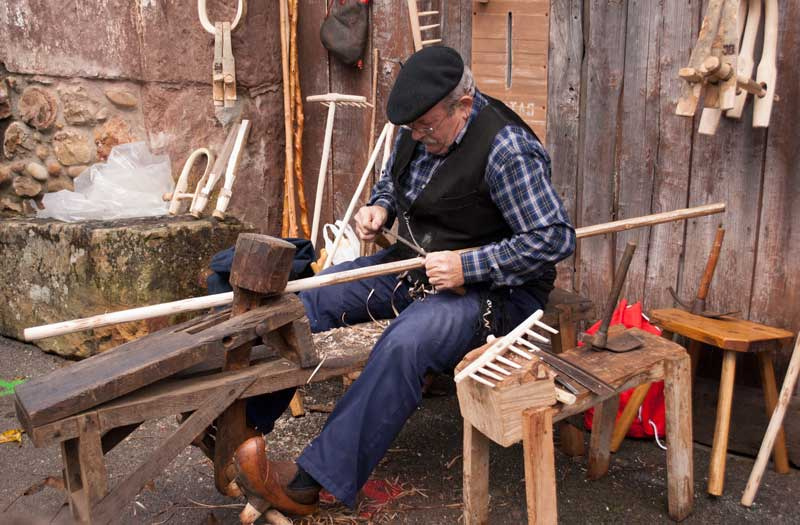
Artesano calzando unas albarcas de madera, realizando un rastrillo para recoger la hierba. Se observan también cebillas para el ganado.

El desarrollo intensivo en la región cantábrica, área cultural a la que pertenece Cantabria, no tiene más de una siglo de existencia, cuando, a finales del siglo XIX, se rotura el monte y se transforman las tierras de cultivo para crear las praderas, importándose nuevas razas de ganado vacuno provenientes de Holanda y Suiza. No obstante Cantabria poseía una rica tradición pastoril, existiendo en el país cinco variedades de razas vacunas: la tudanca, la campurriana, la lebaniega, la pasiega y la monchina.
Excepto los animales de tiro, el resto de la cabaña ganadera no es estabulada de manera habitual, a excepción de las peculiares técnicas de explotación del ganado que realizan los pasiegos, los cuales se rigen por pautas bien distintas sustentadas en el prado cercado y la cabaña pasiega, en torno a los que funcionan periodos de muda del ganado y la unidad familiar.
Durante el verano, las vacas subían a los puertos de altura, a brañas y branizas de propiedad comunal, juntándose las reses por pueblos o valles en un régimen de semilibertad bajo la vigilancia de pastores. Tanto estos como los sarrujanes vivían sobriamente en cabañas y chozos, con un ajuar o equipo elemental basado fundamentalmente en utensilios de madera como las zapitas y el jermosu. Llevaban un zurrón y se protegían la cabeza del frío mediante una cachucha o montera. Al pastor le acompañan uno o varios perros que llevaban carrancas para protegerse de los lobos. 
Al comienzo del invierno se hacía bajar al ganado, entrado este en las tierras de labrantío para pastar lo rastrojos en la denominada derrota. Los animales pasaban la temporada rigurosa recogidos en invernales o en las cuadras de cada casa, si el propietario poseía pocas cabezas de ganado.
Esta trasterminancia suponían antiguamente el desplazamiento de una considerable cabaña, sobre todo para el ganado de las zonas costeras. Tanto la subida a los puertos, como la derrota de mieses, son aún ocasiones de importancia en la comunidad, teniendo lugar comportamientos festivos de carácter pastoril. 
Las zonas de pasto comunales eran administradas por el concejo abierto de los pueblos, si bien muchas veces pesaban sobre ellas privilegios o costumbres a favor de otros pueblos, valles o monasterios que, desde tiempo inmemorial, conducían allí su ganado. Así, un caso especial lo constituían los prados concejo en la zona del Nansa o los prados del toro en Campoo. En ellos se echa a suertes a qué vecinos les corresponde cada parte del prado ese año, que es quien siega la hierba y la baja al pueblo.
Ciertos comportamientos y costumbres sociales que aún persisten en la Cantabria rural, tales como las participaciones en mancomunidades de pastos, se remontan a épocas prerromana y romana.
Las labores del campo relacionadas con la actividad ganadera se realizan con aperos y herramientas para el verde y el seco, como la horca, el bieldo (para aventar el trigo), la prada o rastrillo (para recoger la hierba del prado), el dalle (para segar el verde), el trente (para sacar y esparcer el abono), la colodra (para el ordeño o para guardar las piedras de afilar), el picacho (para picar o afilar el dalle,) o el carpancho y el cuévano (para el transporte) entre otros.
La artesanía de la madera en Cantabria nunca fue muy variada, ya que sus habitantes han vivido siempre acostumbrados a fabricarse prácticamente lo indispensable. Como el resto de pueblos del norte de España, era esencialmente productiva y se alejaba del lujo y las manifestaciones ornamentales frecuente en otras culturas de influencia mediterránea u orientalizante, más proclives al aderezo y la exhibición.

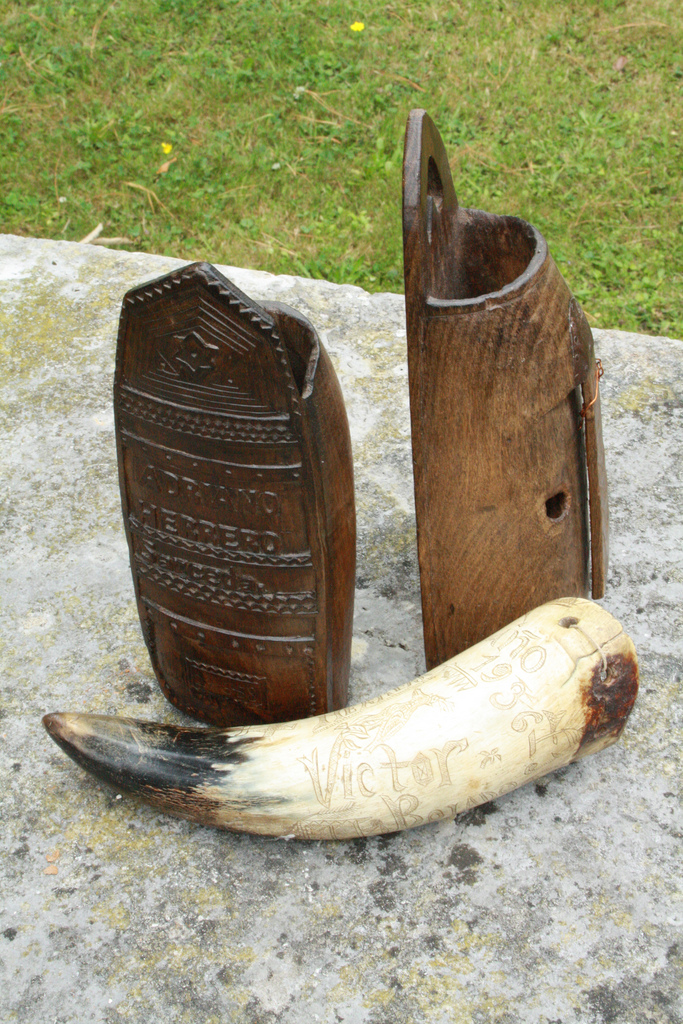
Colodras, recipientes que guardan las piedras de afilar el dalle.
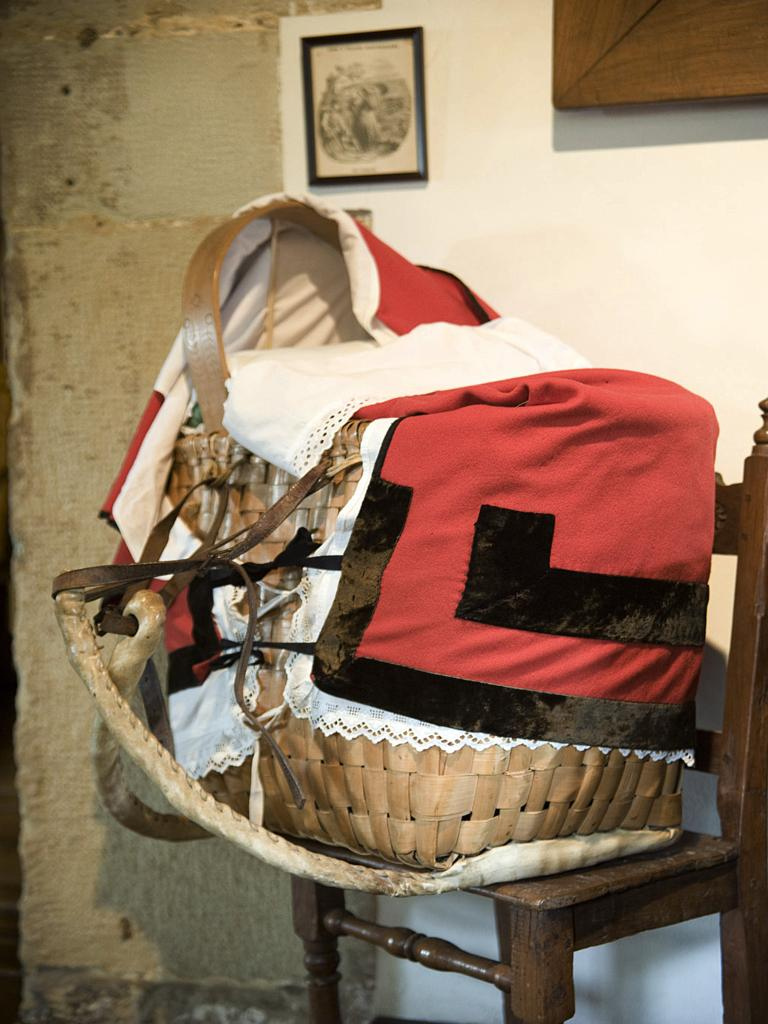
Cuévana, tipo de cuévano destinado a servir de cuna.
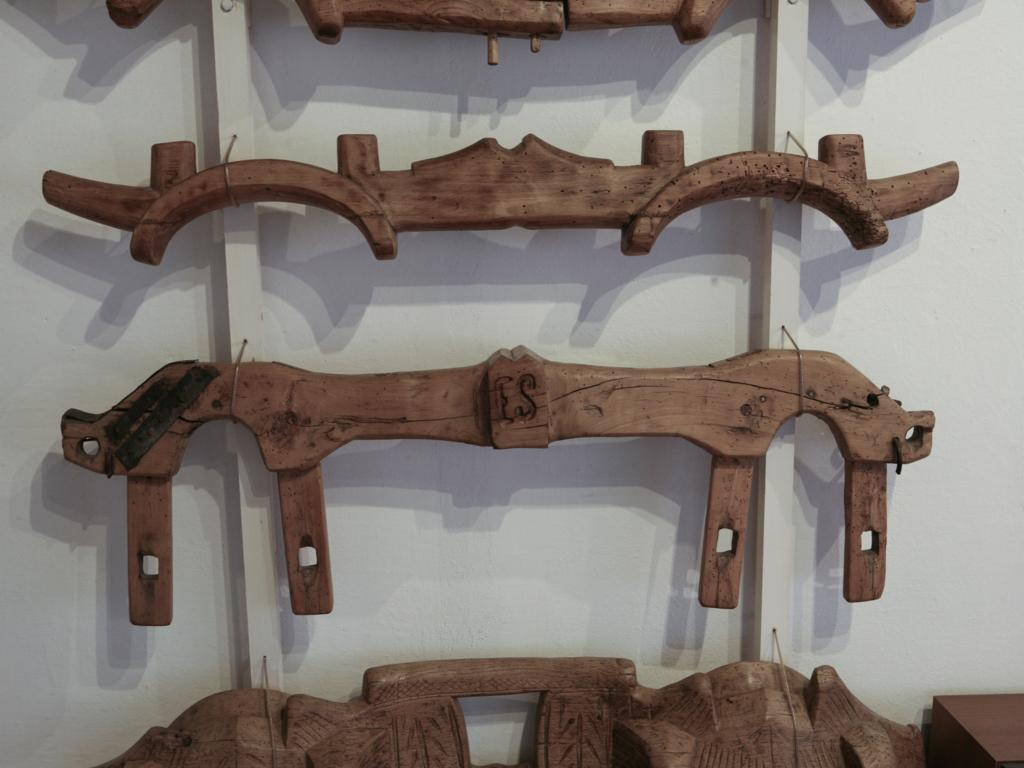
Yugos

### Agricultura

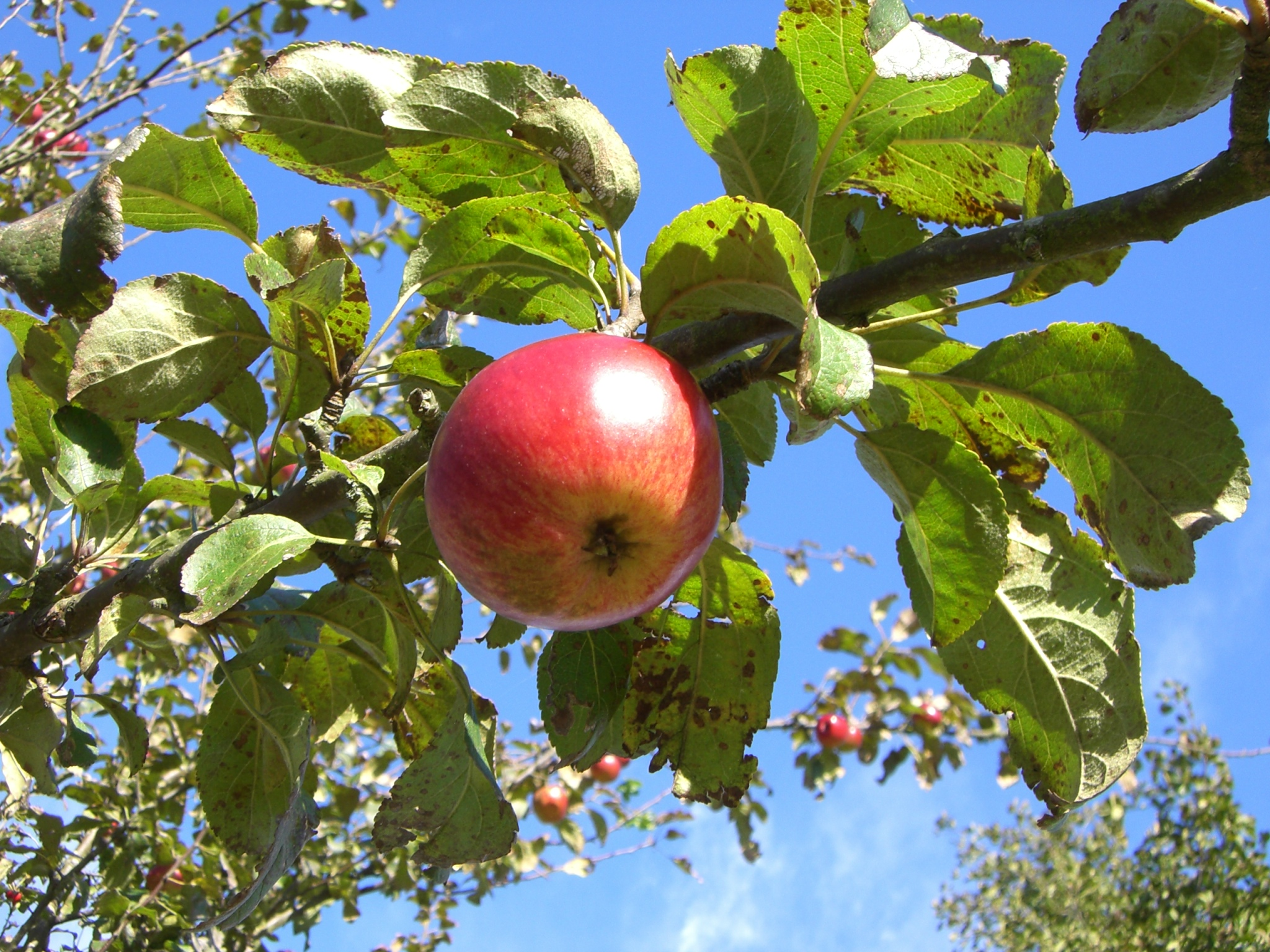
El clima y la fertilidad del suelo en Cantabria son excelentes para el cultivo del manzano. La sustitución de las antiguas pomaradas tradicionales por praderías para pastos intensivos a mediados del siglo XIX fue la principal causa del drástico descenso en la producción de manzanas y de la práctica desaparición de los lagares en la región.

En otro tiempo la agricultura tuvo bastante más importancia en Cantabria de la que posee actualmente, desplazada por una ganadería intensiva que ha venido transformando los campos de cultivo en prados mediante la selección en estos de especies vegetales de importancia forrajera para la alimentación del ganado de pasto. El trigo, la escanda, la esprilla, el mijo, la cebada y el centeno eran los cereales que tradicionalmente se cultivaban en Cantabria, aunque el nivel de productividad, debido a la orografía, el clima y el minifundismo imperante, era más bien escaso y de subsistencia. A todos ellos se añadió, a finales del siglo XVI y sobre todo en el XVII, el cultivo del maíz procedente de América. Y es que especies de origen americano comienzan a generalizarse en las huertas con la llegada de pimientos, tomates y alubias en el siglo XVIII, y muy especialmente la introducción en la dieta del campesinado cántabro por efecto de las crisis de subsistencias del siglo XIX, aunque no sin dificultad, de un tubérculo que vino salvar del hambre a Europa: la patata.
El cultivo de la vid en Cantabria fue antaño muy importante, pues se extendía considerablemente a lo largo de toda La Marina costera, dando lugar a grandes producciones de chacolí. Solo a principios del siglo XIX comienza a decaer este cultivo debido principalmente a las plagas, quedando en la actualidad prácticamente reducido a la comarca de Liébana, con un clima mediterráneo y dedicada a la producción del afamado orujo.
Respecto a los frutales los más característicos son los manzanos, con una producción dirigida principalmente a la elaboración de sidra natural para la venta en Cantabria y a la exportación. La presencia de la sidra en el país es recogida desde tiempo inmemorial, con localidades como Castañeda donde, en el siglo XVIII, el 90% de los vecinos contaba con una media de 15 manzanos, lo que nos indica la importancia que tuvo este producto. El verdadero ocaso de la sidra en Cantabria se produce a partir de la segunda mitad del siglo XIX y se debe en gran parte a la especialización ganadera de la región.

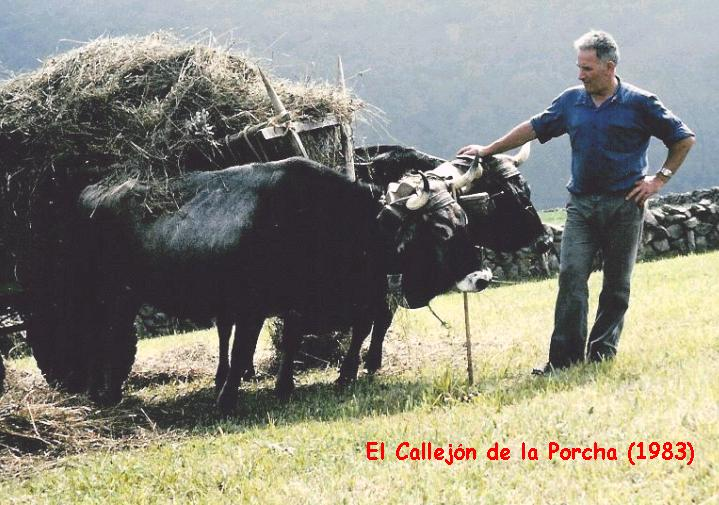
Pareja de vacas duendas tudancas trasportando hierba en el valle del Saja.

Otras especies arbóreas autóctonas o adaptadas desde tiempos inmemoriales -como castaños, nogales, avellanos, higueras, etc.- fueron muy apreciadas por sus frutos. Naranjos y limoneros también han tenido gran importancia en las zonas costeras de la región, exportándose grandes cantidades de cítricos a la Europa Atlántica y como cura o remedio para el escorbuto entre los marineros.
Las labores del campo se realizaban con la azada y, fundamentalmente, con el arado, del que existen distintos modelos en Cantabria. Así tenemos el aladro o hocón, el arado de cama o arado romano, o los antiquísimos arado cuadrangular y laya.
Dentro del ciclo agrícola hay que considerar a los animales domésticos que se utilizan en la labranza, en este caso fundamentalmente las vacas, ya que en Cantabria el caballo solo se utilizaba como medio de transporte. Por regla general, se prefería para el tiro a las vacas sobre los bueyes, al ser más fáciles de mantener y al combinar una gran fuerza motriz con la producción lechera. Se seleccionaban las vacas más nobles y fuertes para uncirlas y domarlas en las labores del campo. A éstas se las llamaban duendas. Se les solía poner un modelo típico de yugo cornal cántabro con diferentes variantes, o bien el pesado yugo vizcaíno, introducido en Cantabria a finales del siglo XIX.

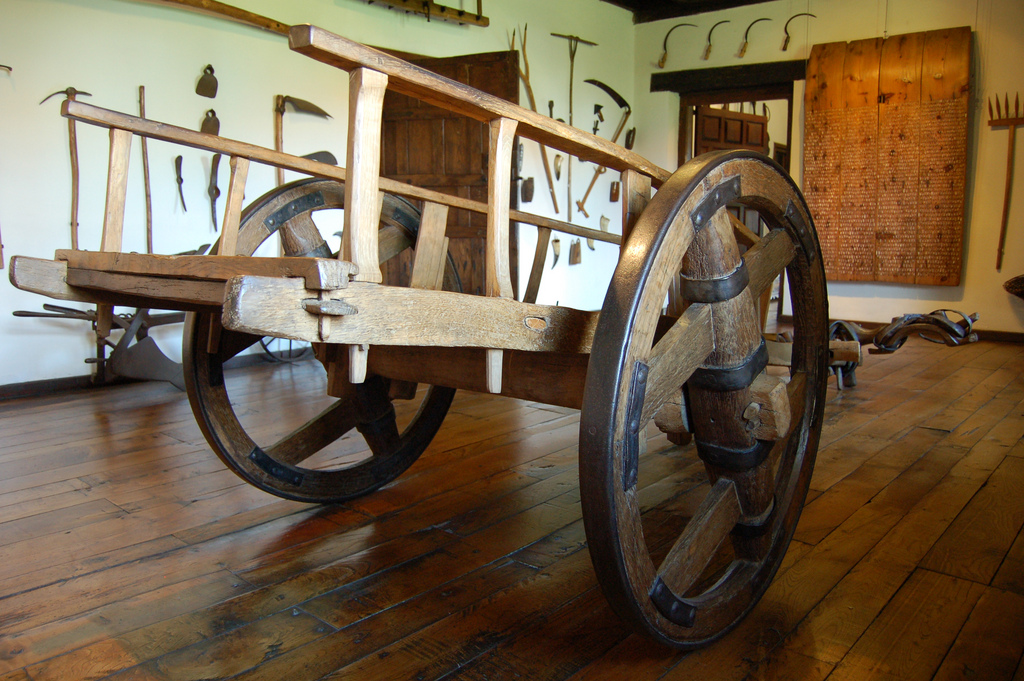
Carro chillón en el Museo Etnográfico de Cantabria.

En la labores agrícolas, y en relación con la recogida y transporte de hierba, se utilizaba un tipo de carro, denominado carro chillón, el cual tiene muchos elementos comunes con otros existente en la región cantábrica. Se caracteriza por tener un rodal en el que las ruedas giran solidariamente con el eje, lo que produce el singular chirrido. Además aquellas no poseen radios y resultaban más o menos macizas.
El tipo de poblamiento diseminado del país, resultante de un aprovechamiento extensivo del territorio con unidades de explotación aisladas, y un sistema de propiedad de la tierra condicionado por la forma de herencia en vigor, según la cual la propiedad se dividía en pequeños lotes, dio lugar al minifundismo típico de la Cornisa Cantábrica, con pequeñas parcelas irregulares separadas entre sí por setos vivos o muretes, siguiendo el modelo del bocage. La sucesiva partición del terrazgo heredado a lo largo del tiempo ha llevado a casos extremos en el que domina un paisaje de longueras con numerosas parcelas estrechas y muy alargadas.

### Pesca

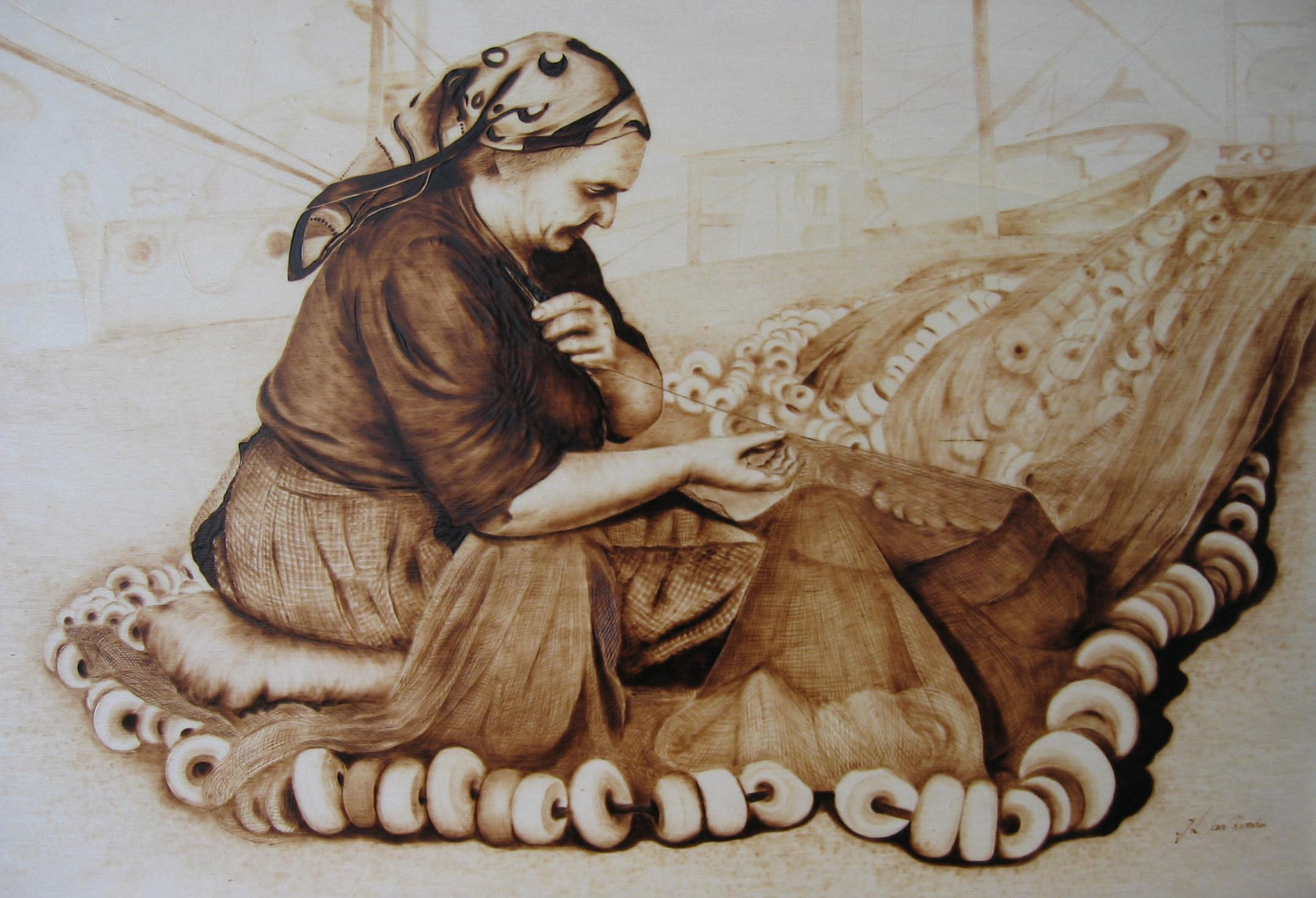
Pirografía de una redera reparando las artes de pesca. En labores como esta la mano de obra femenina se ha revelado insustituible. La división sexual del trabajo siempre ha estado muy marcada dentro de las comunidades marineras.

Desde tiempos prehistóricos la pesca, tanto en los ríos como en la mar constituye una de las actividades más características de las población de Cantabria. Durante la Alta Edad Media en los documentos quedan registrados constantemente los derechos de pesca en los pozos de los río o piélagos. En la Baja Edad Media se lleva a cabo un pesquería de bajura, para posteriormente ser de altura en los mares del norte de Europa, la costa atlántica africana o Terranova, adquiriendo una importancia extraordinaria en la vida del país. A ella está vinculada fundamentalmente el enorme desarrollo e importancia de los puertos cántabros, que se constituyen en importantes focos del comercio marítimo o en arsenales navales. Reflejo de esto es, por ejemplo, la creación de la Hermandad de las Cuatro Villas de la Costa, un poder naval de primer orden que llegó a rivalizar con la Liga Hanseática.
Los sistemas de vida y de trabajo en el ámbito de las comunidades pesqueras artesanales apenas experimentaron cambios notables hasta la segunda mitad del siglo XX. Durante los primeros 50 años de este siglo las poblaciones de la villas litorales aún obtenían de la pesca artesanal una buena parte de los recursos para su subsistencia, dedicándose en invierno a las costeras del besugo, la sardina, el bocarte, la merluza y el congrio, y en verano al bonito. Estas actividades se solían alternar con la práctica de la viticultura -antaño mucho más desarrollada como se ha señalado-, la venta en las lonjas del pescado fresco (congrio y merluza) y la elaboración de escabeches (sardina y besugo). Una vez garantizado el autoconsumo el excedente se comercializaba en los mercados de Castilla mediante arrieros que intercambiaban el pescado por dinero o especies como la harina, el vino u otras mercancías.
A través de las importantes cofradías de mareantes se constituyó todo un derecho propio que rigió las vidas cotidianas de los pescadores hasta 1864, con la supresión de los gremios marítimos.
El complejo mundo de la gente del mar comporta además una ergología específica y el desarrollo de costumbres y técnicas propias, todo un complejo social y cultural de gran interés.

## Estructura social

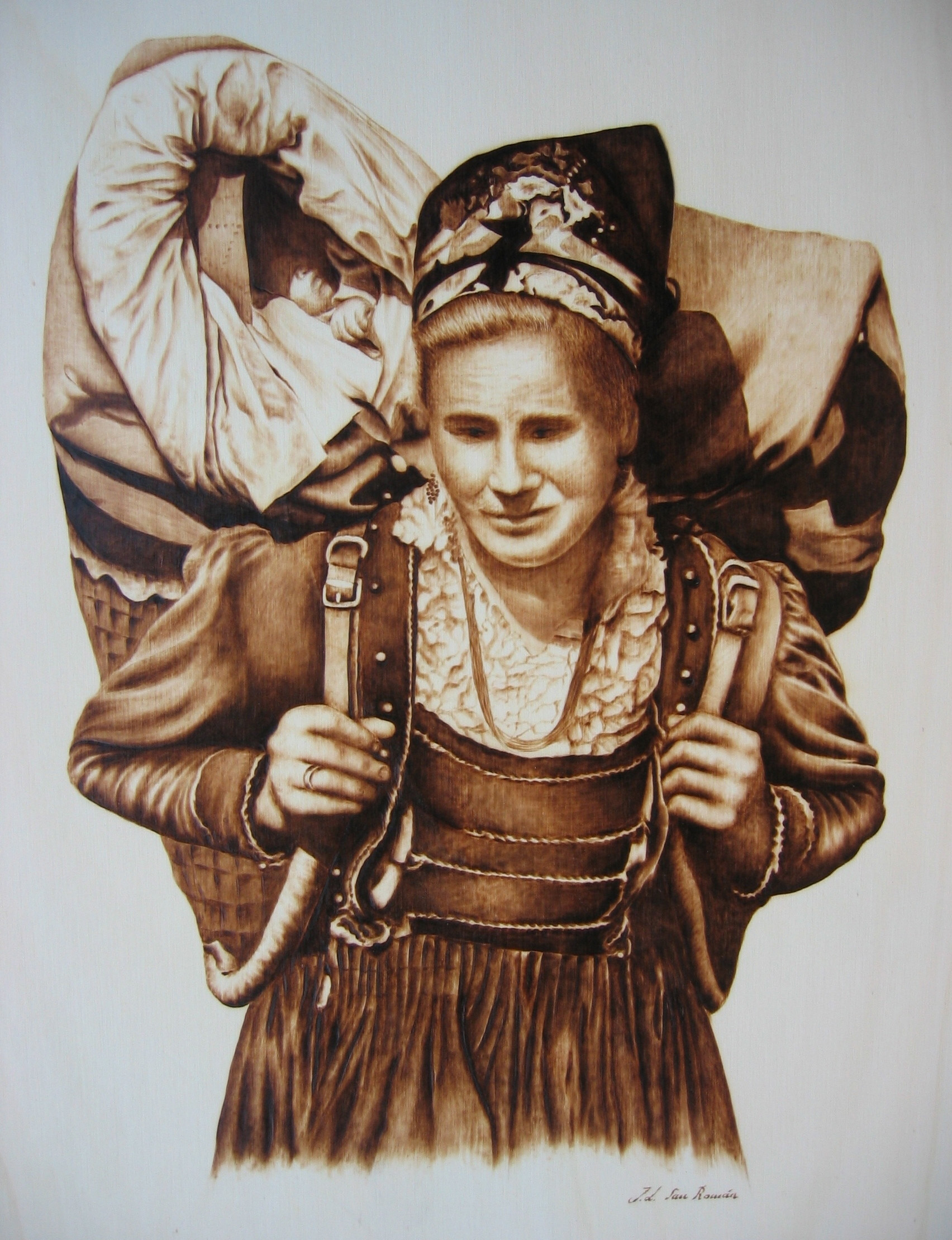
Pirograbado de una mujer pasiega con una cuévana a la espalda.

Aunque la presencia desde época prerromana de rasgos de carácter matriarcal señalada por Estrabón se ha ido diluyendo en el trascurso de los siglos y la superposición de otras formas de derecho muy diferentes, aún se aprecia en Cantabria, fundamentalmente en el mundo rural, la preponderancia del papel social de la mujer en la sociedad tradicional cántabra. Ella trabaja también el campo y era la que tradicionalmente heredaba la tierra y la que muchas veces acogía al marido y sus pertenencias en su casa. La mujer cántabra es, desde antiguo, pieza fundamental del sistema económico del país, y la división sexual que existe en otras zonas agrarias de España aquí no tiene relevancia alguna. Esta igualdad funcional entre hombres y mujeres montañeses crea un ambiente en el que ambos sexos realizan las mismas funciones económicas e incluso sociales, donde el sistema normativo impone a ambos la regla del trabajo y del rendimiento económico como ideal supremo y donde el principio autárquico de la unidad familiar está por encima de los individuos y a él deben someterse al margen del sexo o la edad.
Durante los siglos XVII y XVIII la mezcla de derechos tanto matriarcales y patriarcales quedaba reflejada en valles como el de Toranzo en el hecho de que las mujeres solían heredar el apellido de las madres mientras que los varones lo hacían de los padres.
Con la conquista romana el país fue transformándose lentamente sin llegar a su plena romanización, a excepción de los pocos centros urbanos que los romanos fundaron en Cantabria. A pesar del importante exterminio que sufrió el pueblo cántabro, una vez concluida la sangrienta guerra contra Roma, la extirpe de los cántabros no se extinguió, manteniendo su cultura e identidad. Las inscripciones de la época, con gentilicios, nombres de tribus y clanes y formas de parentesco (matriarcado y avunculado) reflejan aún su carácter cántabro y su mantenimiento e importancia a pesar de la conquista romana. De hecho es sabido por la epigrafía que cántabros en puestos de importancia dentro del Imperio, que vivían fuera del país y que estaban plenamente romanizados, hacían constar su origen étnico de manera honorífica: Ex gente cantabroum.
Una parte significativa del patrimonio cultural de Cantabria -mitología y supersticiones, festividades, aperos de labranza, etc.- se remonta a esta dominación romana.
Durante el dominio visigodo de Hispania Cantabria permaneció ajena a su influencia y solo durante el reinado de Leovigildo se incorpora al reino los territorios cántabros. Tras su conquista, en el año 574, y posterior creación del Ducado de Cantabria, se produce un cierto control militar del país pero con una escasa influencia del modo de vida y sistema político visigodo. Es un pueblo eminentemente guerrero con ánimo de libertad e independencia y que mantiene una sociedad tribal con fuertes lazos familiares y con grupos cognaticios y matrilineales.
Los árabes nunca llegarían a invadir la Cantabria Transmontana, limitándose a conquistar la Cantabria Cismontana -los territorios al sur de la Cordillera Cantábrica alcanzando la Meseta Norte- destruyendo el bastión de Amaya y controlando los denominados Campos Góticos. Durante ese periodo llegarían algunos contingentes minoritarios de emigrantes del sur que se habían concentrado al norte de la cordillera tras la conquista musulmana, por lo general gente culta hispanorromana e hispanovisigoda, incluso de la metrópoli de Toledo, que huían de la represalia de los invasores. La presencia de tales personas debió influir en una tardía romanización del país. La política demográfica del rey Alfonso I, con el asentamiento forzado de cristianos procedentes del valle del Duero en Liébana y Trasmiera, acentuaría esta asimilación cultural por parte de la población nativa.
A lo largo de toda la Edad Media de Cantabria parten a la emigración gentes con destino a Castilla, y más tarde a Andalucía, favorecida por políticas repobladoras y colonizadoras de la Corona. Tal es el caso de los foramontanos, que ocupaban las comarcas situadas al sur de la Cordillera tomando posesión de las tierras bajo la forma jurídica de presura. Cantabria se constituye durante este periodo en una officina gentium o "fragua de pueblos".

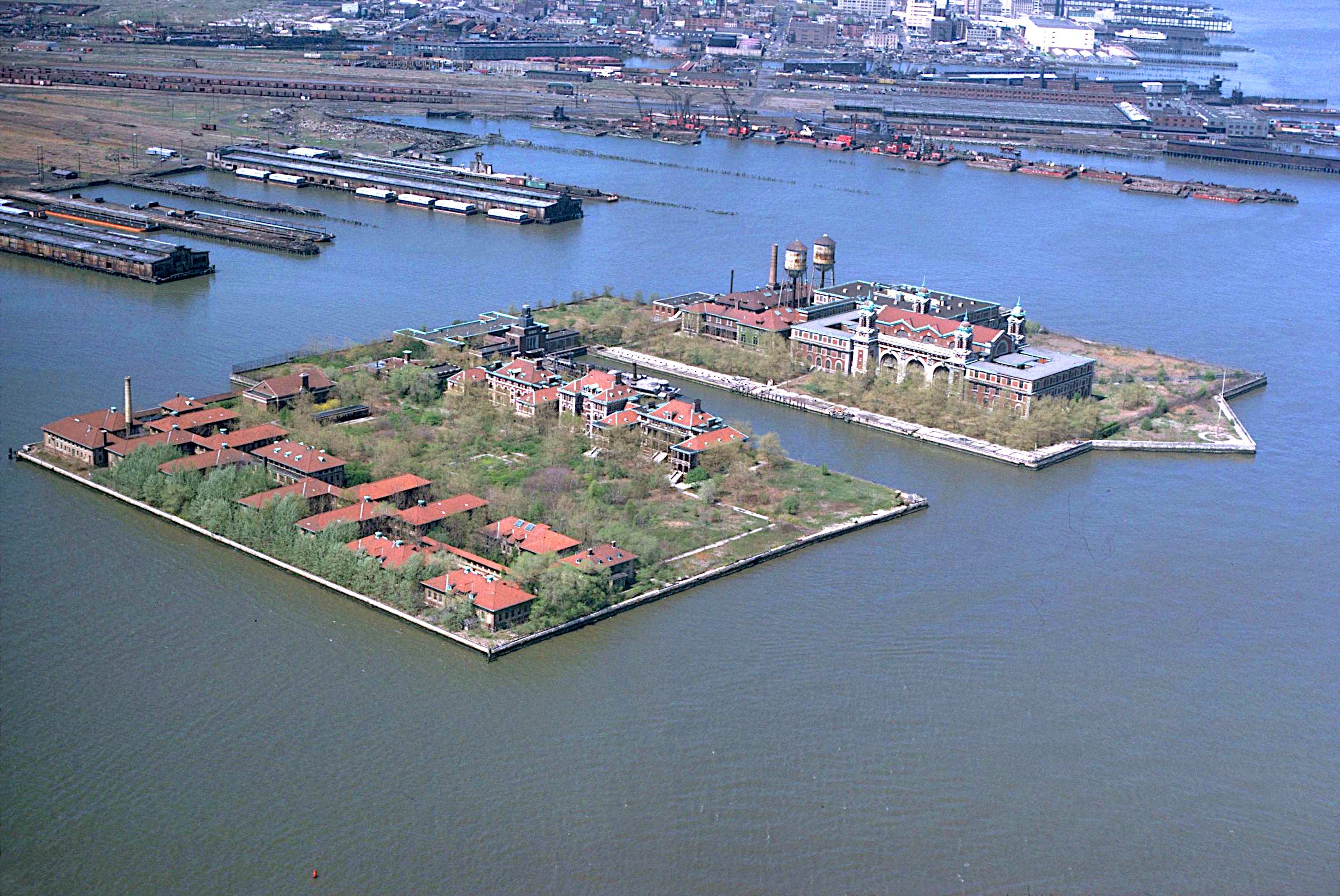
Vista aérea de la Isla Ellis, lugar de entrada obligada para cualquier emigrante que quisiera comenzar una nueva vida en EE. UU.. En los registros de llegada no es raro encontrar numerosas personas procedentes de Cantabria hasta bien entrado el.

Esta emigración, fruto de la escasez de recursos del país y una pobre economía, continuará siendo una constante tras el medievo, pero esta vez con dirección a las Indias hasta bien entrado el siglo XX, quedando intensamente representado en la historia de Cantabria a través de la figura del indiano y el jándalo. La emigración montañesa fue una de las más altas de España si lo comparamos con el peso relativo de su población. A ello hay que añadir la menor, pero no por ello desdeñable, emigración temporal de artesanos que dio el país. En efecto, muchas de las gentes de Cantabria se dieron a la combinación de la emigración y la realización de tareas artesanas. Es el caso de los canteros, afamados en toda España ya desde al menos el siglo XVI. Estos emigraban a otras zonas peninsulares, en especial Castilla y Portugal, para contribuir con su buen hacer a la construcción de catedrales, iglesias, palacios, puentes, etc. Formaban un gremio cerrado que poseían incluso su propia jerga: la pantoja. Los más famosos fueron los canteros de Trasmiera, aunque no solo los había que trabajaban la piedra sino que muchos de ellos eran arquitectos, maestros de obra, escultores, doradores, retablistas, campaneros, etc.
Respecto a los movimiento migratorio hacia Cantabria destacan especialmente tres. El primero el que se realiza sobre las denominadas Cuatro Villas de la Costa: San Vicente de la Barquera, Santander, Laredo y Castro-Urdiales, a las que habrá que sumar Santoña. Estas localidades portuarias son puerta de entrada y asentamiento de inmigrantes de otras regiones europeas desde la Edad Media debido a su importancia comercial, como lugar de tránsito mercantil con el resto del Arco Atlántico europeo.
El segundo proceso de inmigración procede del interior, de Castilla, teniendo como foco de atracción la comarca del Besaya y particularmente la ciudad industrial de Torrelavega.
El tercero, restringido en el espacio y en el tiempo, lo constituyen la presencia de flamencos en Trasmiera, venidos a trabajar a la Real Fábrica de Artillería de La Cavada como operarios cualificados en los siglos XVII y XVIII. Estos trajeron consigo a sus familias de Flandes, y con el paso del tiempo crearon sagas que han quedado ampliamente representados hoy en día en Cantabria a través de apellidos flamencos, en muchos casos españolizados: Waidor o Baldor, Wathier como Guati  o Guate, Lombó, Roqueñí o Rocañí, Corsi, Bernó o Bernot, Cubría, Otí, Budar, Marqué, Piró, Oslé o Lisié y Oslet, Rojí, Arché o Arche, Abren, etc.